# Горња Пастуша
Горња Пастуша је насељено место у саставу града Петриње, у Банији, Република Хрватска.

## Име
Данашња Горња Пастуша насељавана је паралелно са насељавањем Комоговине и Доње Пастуше у склопу насељавања становништва на просторе тадашње Војне крајине. Пастуша је добила назив по истоименом хрватском селу које се налазило између Јабуковца и Комоговине расељеног услед турског протериваља домицилног становништва у 16. и 17. веку. То село се спомиње још 1501. године у Попису жупа Загребачке бискупије за годину 1334. и 1501. годину. Тек у каснијој фази насељања прави се разлика у називу Горња и Доња Пастуша чији ће се називи испреплетати и мешати услед различите административне организације у држави.

## Историја
Горња Пастуша се од распада Југославије до августа 1995. године налазила у Републици Српској Крајини.

## Становништво
Насеље је према попису становништва из 2011. године имало 31 становника.
| Националност       | 1991.        |
| Срби               | 144 (98,63%) |
| остали и непознато | 2 (1,36%)    |
| Укупно             | 146          |

### Презимена
Презимена према азбучном распореду:
- Барбара
- Беговић
- Велебит
- Вујаклија
- Гојсевић
- Дабић
- Дробњак
- Микулић
- Ољача
- Опалић
- Селаковић
- Слијепчевић
- Свилокос
- Тркуља
- Ћалић

## Знамените личности
- Коњички бригадни генерал Краљевине Југославије Љубомир Д. Велебит
- Владимир Велебит, дипломата и амбасадор Југославије у Риму и Лондону.[4]
- Петар Велебит народни херој и секретар спортског друштва Раднички из Београда, по коме је фабрика обуће у Београду деценијама носила име.
- Милан Велебит борац НоБ и носилац партизанске споменице 1941, послертни високи официр ЈНА